# The Making of an American
The Making of an American er en amerikansk stumfilm fra 1920 af Guy Hedlund.